# Ignacy Nagurczewski
Ignacy Nagurczewski (* 1725 in Nagurki bei Pinsk, Polen-Litauen; † 1811 in Warschau, Herzogtum Warschau) war ein polnischer Jesuit sowie Schriftsteller, Dichter, Übersetzer, Literaturhistoriker und Pädagoge der Aufklärung. Seine Familie gehörte zur Wappengemeinschaft Kościesza, er war der Privatlehrer von Fürst Józef Antoni Poniatowski.

## Leben
Nagurczewski entstammte dem Kleinadel in Polesien. Seine Studien begann er bei den Jesuiten in Pinsk und trat bereits 1740 in den Orden ein. Das Noviziat verbrachte er in Vilnius, um später bei den Jesuiten Rhetorik in Słuck und Philosophie in Nowogródek zu studieren. 1746 ging er als Dozent an Jesuitenschulen nach Warschau, Pułtusk und Płock. 1759 übernahm er den Lehrstuhl für Rhetorik am Collegium Nobilium der Jesuiten in Warschau von Franciszek Bohomolec. Ab 1769 lehrte er Literatur und Geschichte an der Warschauer Ritterschule. Er war Mitglied der Warschauer Gesellschaft der Freunde der Wissenschaften und nahm regelmäßig an den Donnerstagmittagessen am Hof des polnisch-litauischen Königs Stanislaus II. August Poniatowski teil, wo er seine Lyrik vortrug.